# De Wakkere Hasselaar

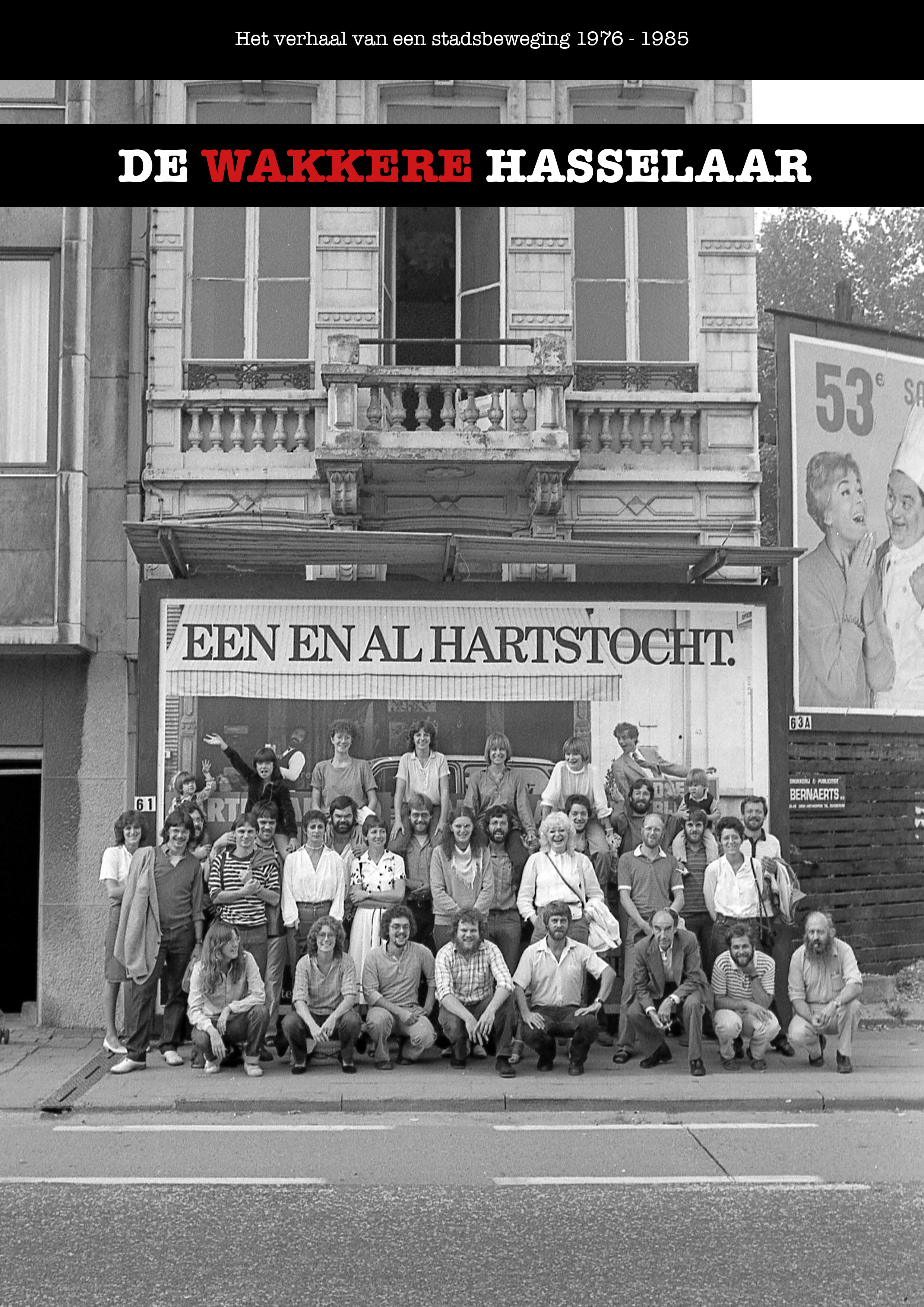
Cover brochure tentoonstelling in Het Stadsmus met groepsfoto (André Bertels) van lijst WAKKER. Samenstelling en lay-out Jo Klaps en Huub Berger.

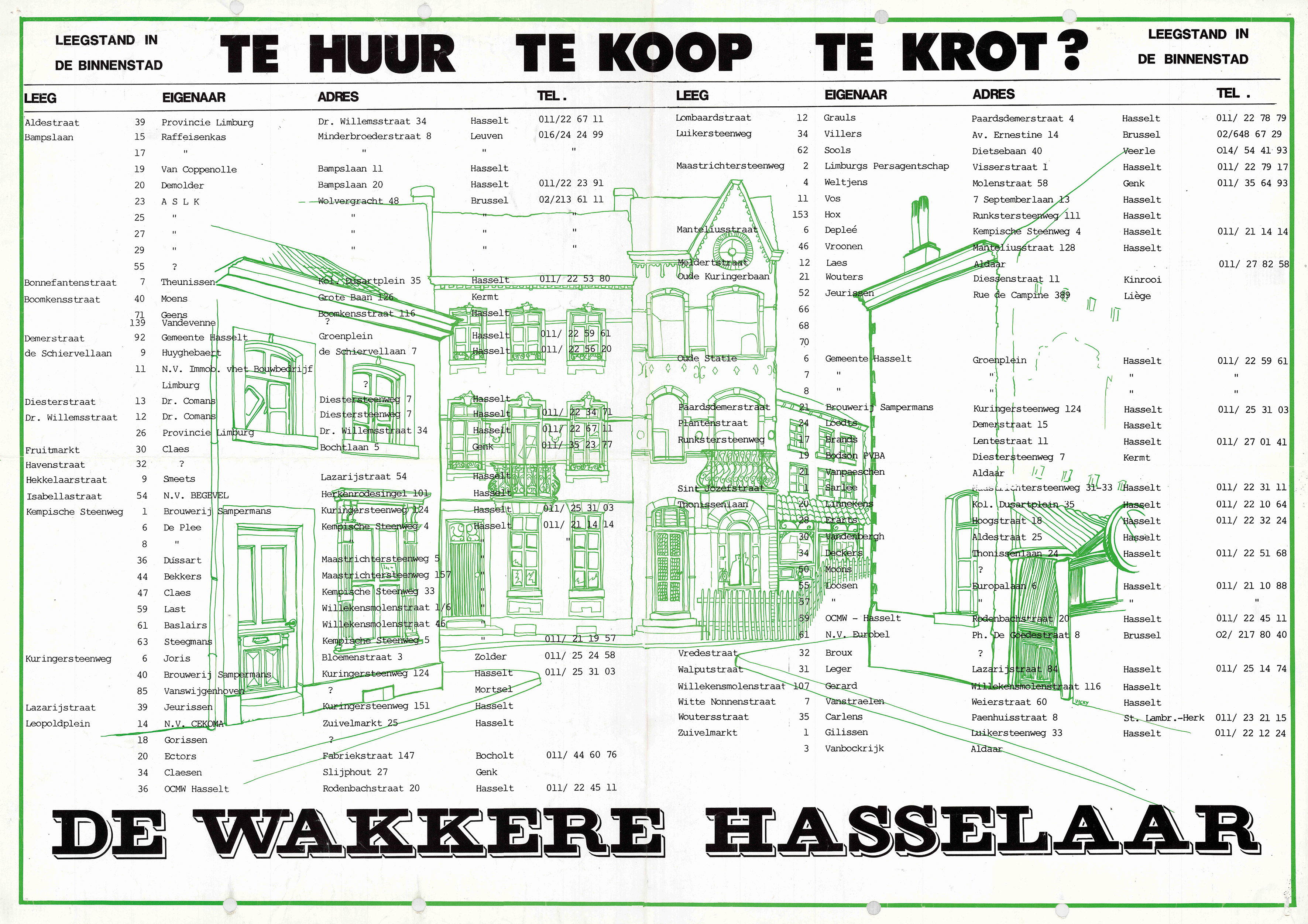
Affiche die de leegstand in de Stad Hasselt onder de loep nam.

Verkiezingsaffiche lijst de wakkere hasselaar, ontwerp en tekening Fred Eerdekens. Politiek Kafee 1 oktober 1982 met moderators Johan Anthierens (De Zwijger) en Willy Courteaux (Humo) in cultuurcentrum Surplus.

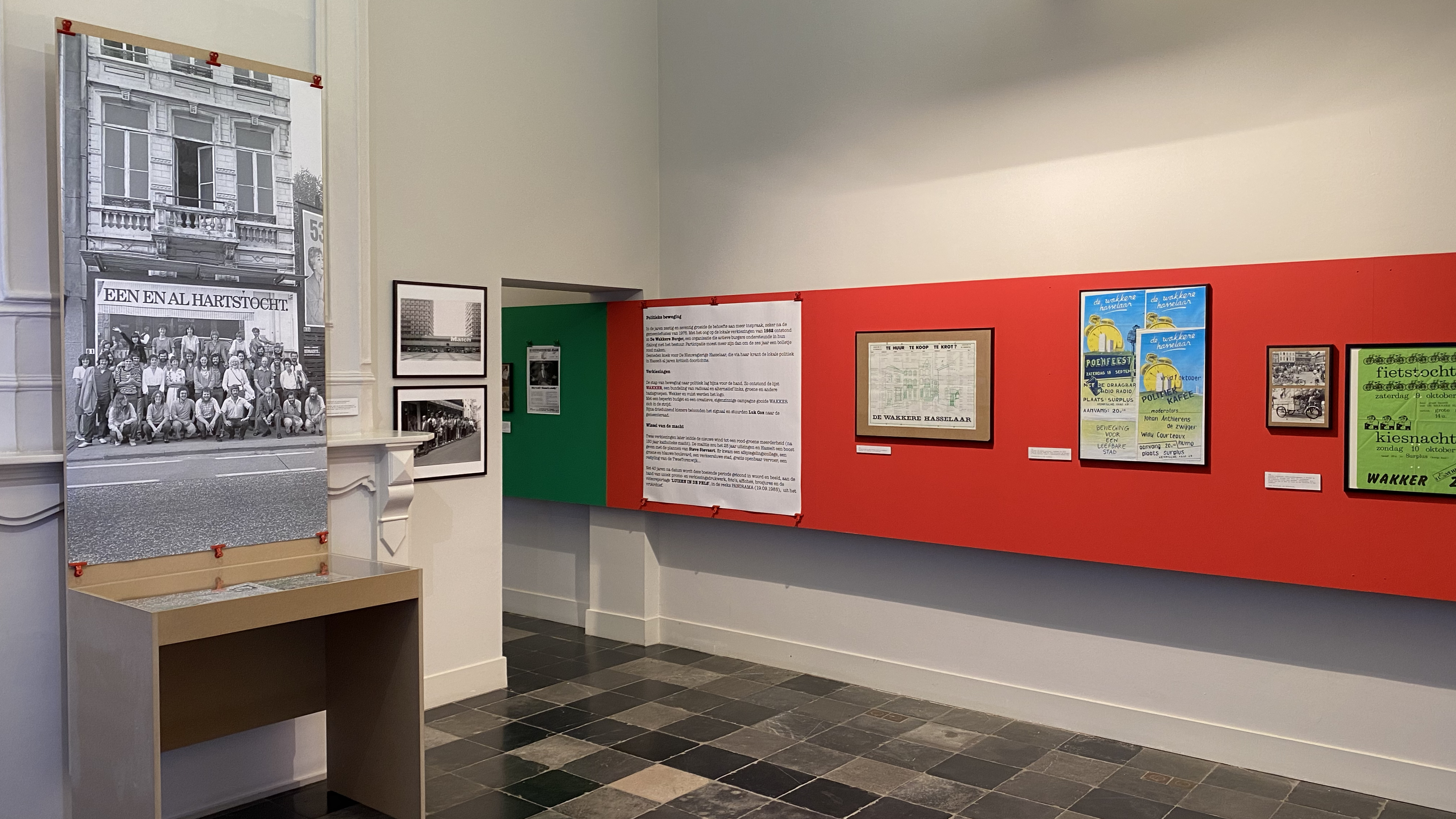
Tentoonstelling De Nieuwsgierige Hasselaar en De Wakkere Hasselaar in Het Stadsmus zomer 2022. Foto: Huub Berger.

De Wakkere Hasselaar was een politiek beweging die in de jaren 80 van de 20ste eeuw werd opgericht in de Belgische stad Hasselt.
In de jaren zestig en zeventig groeide de behoefte aan meer inspraak, zeker na de gemeentefusies van 1976. Met het oog op de lokale verkiezingen van 1982 ontstond zo De Wakkere Burger, een organisatie die actieve burgers ondersteunde in hun dialoog met het stadsbestuur. Participatie moest volgens hen meer zijn dan om de zes jaar een stem uitbrengen tijdens verkiezingen.
Vanuit de stadskrant De Nieuwsgierige Hasselaar werd de stap van beweging naar politiek gezet met de lijst WAKKER, een bundeling van radicaal en alternatief links, groene en andere basisgroepen. Met bijna 3000 stemmen werd Luk Cox verkozen voor de gemeenteraad van Hasselt. Twee verkiezingen later kwam er een rood-groene meerderheid en werd Steve Stevaert burgemeester van Hasselt.

## Tentoonstelling
In 2022 liep er in Het Stadsmus in Hasselt een tentoonstelling over de geschiedenis van de stadskrant De Nieuwsgierige Hasselaar en de politieke beweging De Wakkere Hasselaar met o.a. tekeningen van Manu Cox, Livien De Trogh, Luc Steegen en Fred Eerdekens en archiefmateriaal van o.a. Theatre Boelvaar, de satirische poppenkast van Armand Schreurs, en uit het stadsarchief.

## Debatavond
Op donderdag 2 juni 2022 werd een debatavond georganisserd over het huidige beleid van de stad Hasselt met panelleden Adriaan Linters (stichting Tamera), Dimitri Minten (Architectuurwijzer), Willy Miermans (verkeersdeskundige), Jo Berben (FacARK UHasselt), Stijn Piette (Fietsfront), Nele Kelchtermans (schepen Stad Hasselt) en Karin De Greeve (moderator en voorzitter vzw Vrienden van Het Stadsmus).